# Departamento de Chuquisaca (Confederación Perú-Boliviana)
Chuquisaca fue uno de los seis departamentos que conformaban el Estado Boliviano, perteneciente a la Confederación Perú-Boliviana.
Limitaba al norte con el departamento de Cochabamba, al este con el departamento de Santa Cruz, al oeste con el departamento de Potosí y al sur con el departamento de Tarija.

## Historia
Chuquisaca envió diputados al Congreso de Tapacarí de junio de 1836, en donde el gobierno boliviano al mando del general Andrés de Santa Cruz en donde acordaron que posterior a la intervención militar en Perú, dar el reconocimiento a la creación de la Confederación Peruano-Boliviana.
La Ley Fundamental de 1837, firmado en la ciudad de Tacna, con aprobación del autoproclamado supremo protector Andrés de Santa Cruz, reconoció a Chuquisaca como un departamento fundador de la Confederación.
Una vez disuelta la Confederación Perú-Boliviana, el departamento de Chuquisaca es el único del extinto país en seguir manteniendo sus límites territoriales otorgados durante el periodo confederado a excepción de su zona sur.

## Organización
Chuquisaca estaba sujeto al Gobierno General, su gobernador era nombrado por el presidente del Estado, y este a su vez era nombrado por el supremo protector de turno. El gobernador estaba en la obligación de elegir representantes de su departamento para participar en las reuniones congresales, que eran ordenadas por el presidente del Estado boliviano.

## Territorio
En lo que respecta a su territorio, Chuquisaca se encuentra dividido entre los modernos departamentos bolivianos de Chuquisaca, Santa Cruz, Tarija y Potosí.